# Мавпи
Ма́впи (Simia) — загальна назва, яка може стосуватися більшості ссавців підряду примати (Simiiformes), також відомих як вищі примати. Традиційно всі тварини, що належать до вищих приматів, вважаються мавпами, за винятком людиноподібних мавп. Ареал: тропіки і субтропіки Африки, Південної Азії та Південної Америки, південь Північної Америки.

## Обсяг поняття
Під словом «мавпи» розуміють одне з двох:
- всіх, за винятком людини, представників ряду приматів (Primates);
- у вужчому сенсі мавпами вважають ті види, які належали до підряду «справжніх мавп» (Simiiformes), яких у нині застарілій класифікації протиставляли напівмавпам (Prosimii).

Термін має загалом тільки побутове значення, і є не науковим.

### Етимологія
Українське слово «мавпа» походить через посередництво пол. małpa з нім. Maulaffe («держак для скіпки у вигляді людини з роззявленим ротом»), утвореного зі слів Maul («паща») та Affe («мавпа»). Останнє споріднене з дав.-ісл. api та англ. ape. Зміна вимови з «малпа» на «мавпа» сталася, ймовірне, за аналогією зі словами «жовтий», «вовк» тощо. Інша слов'янська назва (дав.-рус. і староцерк.-слов. опица, старопол. opica, чеськ. opice, серб. о̏пица/opica) походить від прасл. *оръ, яке також вважають германізмом — з давн.в-нім. affo («мавпа»).
Обласна вимова «малфа» (Галичина, Закарпаття) виникла, очевидно, під німецьким впливом.
Слово «мавпа» зазвичай вживають у жіночому роді, але можлива й форма чоловічого роду — «мавпій», якщо йдеться про самця.

## Характеристики
Для мавп характерні такі типові для приматів ознаки:
- на пальцях пласкі нігті (зрідка кігті);
- бінокулярний зір;
- одна пара грудних сосків;
- протиставлений великий палець (палюх);
- морда і кисті верхніх кінцівок здебільшого не вкриті шерстю;
- кінцівки добре пристосовані для лазіння по деревах;
- переважно стадні тварини.

## Класифікація
Новіші систематики об'єднують вищих або справжніх мавп (Simiiformes) і довгоп'ятів (Tarsiiformes) до підряду сухоносих мавп (Haplorhini), а решту — до підряду мокроносих мавп (Strepsirrhini, до них входять ай-ай, лемуроподібні, лоріподібні).
Вищі мавпи (Simiiformes, мавпи у вузькому сенсі), своєю чергою поділяються на:
- широконосих мавп, або мавп Нового Світу (Platyrrhini);
- вузьконосих мавп, або мавп Старого Світу (Catarrhini).

У широконосих є широка перетинка між носовими отворами, хвіст завжди довгий і здатний чіплятися за гілки. У вузьконосих мавп вузька носова перетинка, хвіст не чіпкий або його зовсім немає.
Останні, вузьконосі, у свою чергу, поділяються на дві групи родин:
- мавпуватих (Cercopithecoidea)
- людинуватих (Hominoidea).

Через те, що до останньої групи також входить людина, яка не вважає себе мавпою, група мавп не є монофілетичною і тому не вважається таксоном.
До родини мавпових, або церкопітекових, належать власне мавпи («мартишки»), павіани і макаки. Мавпові мають сідничні мозолі (рогові потовщення сідничних півкуль) та защічні мішки, де зберігають їжу — горіхи тощо. Група (надродина) людиноподібних мавп включає дві родини — гібонових (Hylobatidae) і гомінідів (Hominidae). До родини гомінідів належать орангутани, що живуть у Південно-Східній Азії, і африканські види — горили та шимпанзе (до цієї ж групи з точки зору строгої систематики належить і людина).

## Мавпи та людина
Багато видів мавп відомі через різноманітні відносини з людиною. Деяких з них утримають як домашніх тварин, інших використовують як модельний організм у лабораторних дослідженнях і космічних експериментах. Часто на них полюють через загрозу сільському господарству або використовують для допомоги інвалідам. Мавпи також грають символічну роль у багатьох релігіях та легендах, де зазвичай вони є символом винахідливості та пустощів.

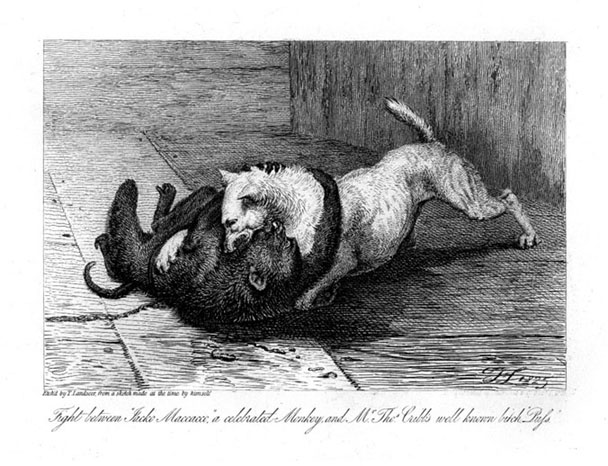
Малюнок Томаса Ландсіра, що зображує сутичку між Джакко Макакко і Пуссі, бл. 1820 р.

У XIX ст. мавпи використовувалися у різновиді собачих боїв, що полягав в нацьковуванні мавп на собак. Як приклад, Джакко Макакко був бійцівською мавпою на арені Вестмінстер-Піт в Лондоні на початку 1820-х років. Він здобув певну популярність серед спортивної громадськості завдяки своїм неймовірним перемогам над собаками. Повідомлялося, що Джако важив від 4,5 до 5,5 кілограмів, і його змагався з собаками, вдвічі більшими за нього, за ставку від десяти до п'ятдесяти фунтів, що собака не протримається і п'яти хвилин.

### Використання як домашньої тварини
Число мавп, що утримаються вдома як екзотичні домашні тварини, досить велике. Так, за оцінками діячів Проєкту великих мавп (англ. Great Apes Project, GAP), в США для цієї цілі утримується близько 3 тис. мавп, а за оцінками Товариства гуманності США, це число становить близько 15 тис. Швидкий ріст якості життя в КНР наприкінці 20 — на початку 21 століть також привів до значного збільшення попиту на мавп як домашніх тварин. Хоча в багатьох країнах імпорт мавп заборонений (в США з 1975 року), мавпи є популярним об'єктом контрабанди через високі ціни на цих тварин. Наприклад, в США ціни варіюють від 3 тис. доларів США на невеликих мавп і до 30 тис. доларів США на людиноподібних мавп.

### Утримання в зоопарках
Багато мавп утримується в зоопарках в усьому світі. Хоча історично зоопарки були формою установ розваги, зараз багато з них змістили акцент на збереження природи та біорізноманіття, рівно як і освітні та дослідницькі програми. Зоопарки часто вступають в конфлікт з групами охорони прав тварин, такими як Проєкт великих мавп, що наполягають на звільненні всіх мавп, що утримуються в неволі. Головні аргументи представників зоопарків та організацій збереження природи полягають у тому, що звільнені мавпи мають мало шансів вижити на волі, як через відсутність необхідного досвіду через життя в неволі, так і через суттєве скорочення кількості та площі придатних для їх мешкання природних екосистем.

### Використання для допомоги інвалідам
Деякі організації тренують капуцинів для допомоги людям з деякими інвалідностями, такими як параліч, пошкодження спинного мозку або іншими пошкодженнями можливостей до руху. Після тренування удома з дитинства, мавпи проходять професійне тренування, після чого їх допускають до догляду за паралітиком. Ці мавпи здатні виконувати прості домашні завдання, такі як розігрівання їжі, миття обличчя паралітика, відкривання пляшок[джерело?].

### Використання в дослідженнях

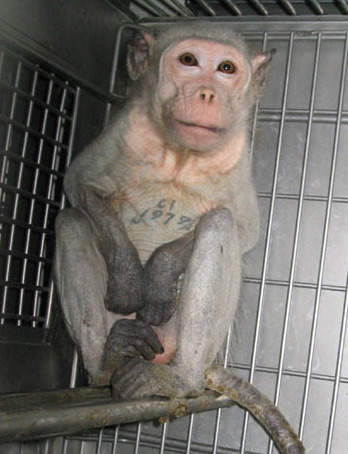
Лабораторна мавпа

Макаки, особливо резус-макака та африканська зелена мавпа, широко використовуються для випробування різноманітних лікувальних препаратів. Для цього використовують як спійманих диких, так і вирощених в неволі мавп. Таке використання корисне перш за все через легкість у вирощуванні, швидке розмноження (у порівнянні з людиноподібними мавпами) та фізіологічну подібність до людини. В США в експериментах щорічно використовується близько 50 тис. мавп з 1973 року, в ЄС близько 10 тис. мавп в 2004 році.

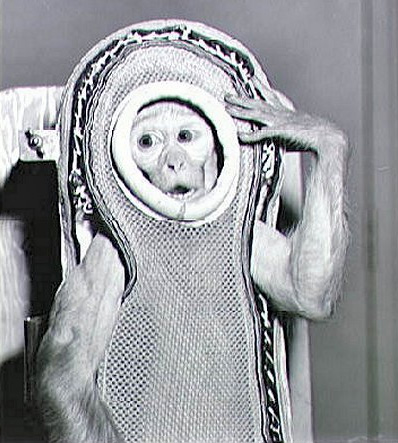
Сем, резус-макака, що брала участь у польоті НАСА на висоту 91 км в 1959 році

Використання мавп в лабораторіях останнім часто привело до численних суперечок. Захисники прав тварин стверджують, що таке використання жорстоке та не дає значних наукових результатів, через що часто доходять до акцій протесту, які нерідко супроводжуються вандалізмом щодо дослідницьких лабораторій та загрозами їх працівникам. З іншого боку, використання мавп привело до численних відкриттів у медицині, таких як вакцина від сказу, відкриття щодо людської репродуктивної системи та діяльності мозку. Більшість дослідників вважають попередження шкоди людям важливішим за шкоду мавпам.
Багато країн також використовували мавп у своїх програмах дослідження космосу, зокрема США та Франція. Першою мавпою в космосі був Альберт II, що 14 червня 1949 року літав на американській ракеті Фау-2.

### Споживання в їжу
У багатьох регіонах Африки мавп їдять і на ринках можна купити їх м'ясо. Також вживають мавп в їжу південноамериканські індіанці в амазонських джунглях. Переважно мавп їдять в країнах, де вони широко розповсюджені і досі є звичайними тваринами. Винятком є мавпячий мозок, що вважається делікатесом у Південній Азії, Китаї та Африці.

### В релігії та міфології

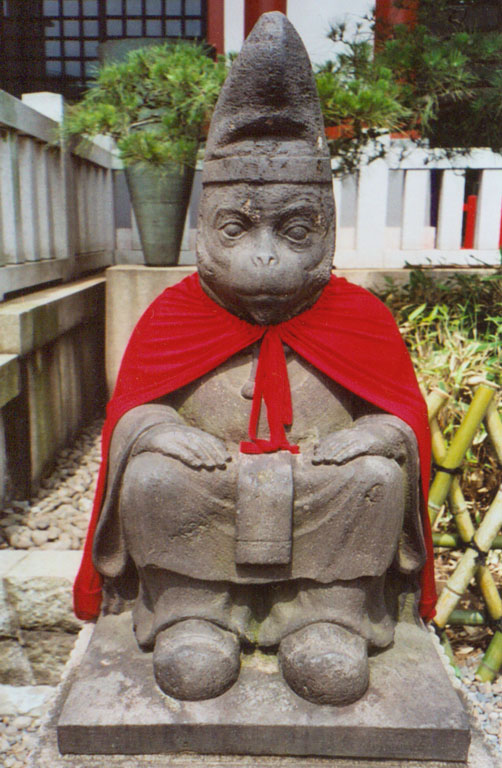
Статуя мавпи в буддистському храмі в Токіо, Японія

Мавпи увійшли у багато релігій. Так, Хануман, одне з головних божеств в індуїзмі, має багато рис мавпи, він наділений здатністю надавати довге життя.
В буддизмі мавпа була однією з ранніх реінкарнацій Будди, але також часто є символом хитрощі та потворності. В китайському буддизмі метафора «дика мавпа» означає неспокійний психологічний стан людини. Також в буддизмі мавпа є одною з Трьох Безвідчуттевих Істот (разом з тигром та оленем), що символізує жадібність.
В японському фольклорі поширений образ Мідзару або трьох мудрих мавп.
В культурі моче стародавнього Перу був поширений культ природи, вони часто зображували тварин в мистецтві, зокрема збереглася велика кількість зображень мавп.
Мавпа також є дев'ятим символом у дванадцятирічному циклі тварин за китайським календарем.

### У образотворчому мистецтві
Протягом усього середньовічного періоду в Європі мавпи розглядалися як символ «занепалого людства», і використовувалися для імітації людини та її слабкостей, часто з'являючись на полях ілюстрованих рукописів.
Зінгеріс — жанр сатиричного візуального мистецтва XVIII ст., що зображував мавп, часто вдягнених у модні людські вбрання, що імітують людську поведінку та ситуації. Назва жанру — singerie — походить від французького «дурнувати, пустувати». Кумедні сценки використовувались як декоративні настінні арабески.

### У літературі

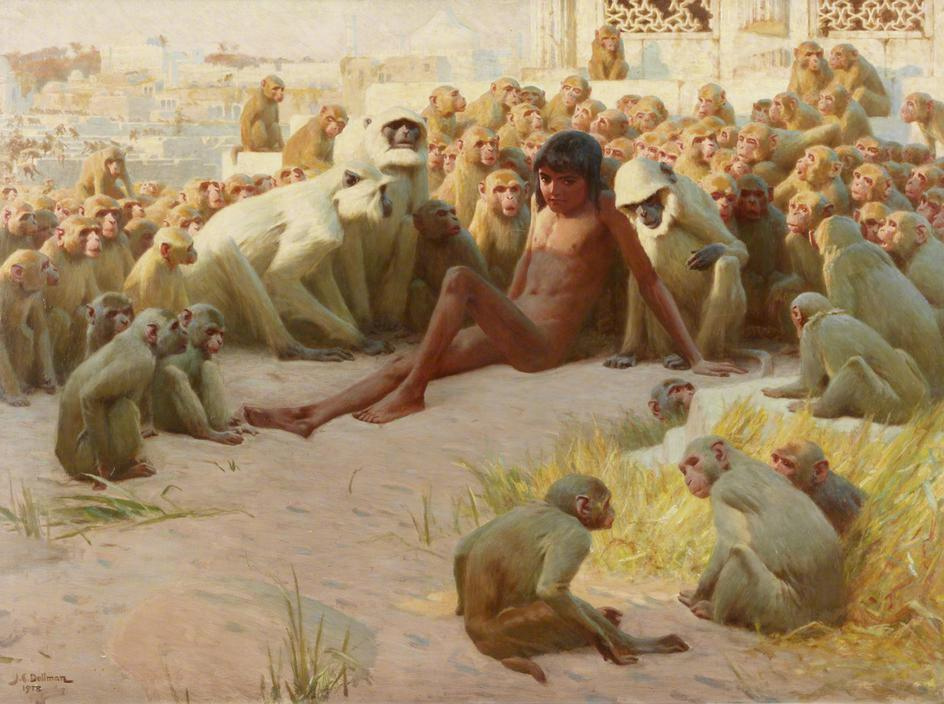
Ілюстрація до «Полювання Каа» Джона Чарльза Доллмана, 1903 р.

Сунь Укун («Король мавп») — постійний герой китайської міфології, зокрема це головний герой класичного китайського роману «Подорож на Захід».
Бандар-логи — термін, використаний у «Книзі джунглів» Редьярда Кіплінга (1894) для опису мавп джунглів Сіоні. Мовою гінді «бандар» означає «мавпа», а «лог» — «люди», тож цей термін означає просто «люди-мавпи». Згодом цей термін також став означати «будь-яку групу безвідповідальних базік». Бандар-логи найяскравіше представлені в оповіданні «Полювання Каа», де їхня безладна анархія призводить до того, що решта джунглів ставиться до них як до вигнанців.
Мавпи часто з'являються у різноманітних літературних творах, телевізійних програмах та фільмах, наприклад, у телевізійному серіалі «Мавпи», у серії дитячих книжок «Допитливий Джордж». Крилаті мавпи є персонажами серії книжок «Чарівник країни Оз».
Найчастіше в популярній культурі використовують образи людиноподібних мавп, таких як шимпанзе, гібони та горили. Багато мов світу, проте, використовують різні слова для людиноподібних та решти мавп, тому що ці тварини фігурують у культурі по-різному.